# Clitofó
Clitofó (en llatí Cleitophon, en grec antic Κλειτοφῶν "Kelitophon") fou un escriptor rodi de data incerta, que va escriure diverses obres: 
- 1. Γαλατρικά (història dels gals), de la que Plutarc n'explica un fragment paral·lel a la llegenda de Tarpeia, on una dona d'Efes va trair a la ciutat de Roma obrint la porta al gal Brennus.
- 2. Ἰνδικά. Plutarc en cita una recepta mèdica contra la icterícia, inclosa en el desè llibre.
- 3.Ἰταλικά.
- 4.Κτίσεις, que tracta sobre l'origen de diverses ciutats.[1]